# Núi Bà Rá
Núi Bà Rá là một ngọn núi tại tỉnh Đồng Nai và miền Đông Nam Bộ, Việt Nam. Đây là ngọn núi cao thứ 3 ở Nam Bộ.

## Địa lý
Núi Bà Rá nằm trên địa phận phường Sơn Giang, tỉnh Đồng Nai, cách Thành phố Hồ Chí Minh 160 km. Giữa một vùng đồi nhấp nhô lên một ngọn núi cao, cây cối xanh tươi, rậm rạp. Núi cao 736m so với mực nước biển, độ cao thực tế tính từ chân núi là 563m.Còn độ cao chính xác sau khi sang bằng là 720m
Đứng trên lưng chừng núi có thể nhìn thấy cả một khu vực rộng lớn, bao gồm phường Thác Mơ, hồ Thác Mơ mà trong mùa mưa rộng tới 12.000 ha, cung cấp nước cho nhà máy thủy điện Thác Mơ.
Núi Bà Rá gắn liền với cuộc kháng chiến của người dân Phước Long. Nơi đây đã xây dựng một nhà bia rất sang trọng để tưởng niệm các bộ đội của MTDTGPMN trong khu vực Bà Rá.
Dưới chân núi, bên cạnh phường Thác Mơ là di tích của nhà tù Bà Rá, nơi giam cầm nhiều người cộng sản Việt Nam. Xung quanh khu vực Bà Rá còn có nhiều điểm tham quan lý thú khác.

## Du lịch núi Bà Rá

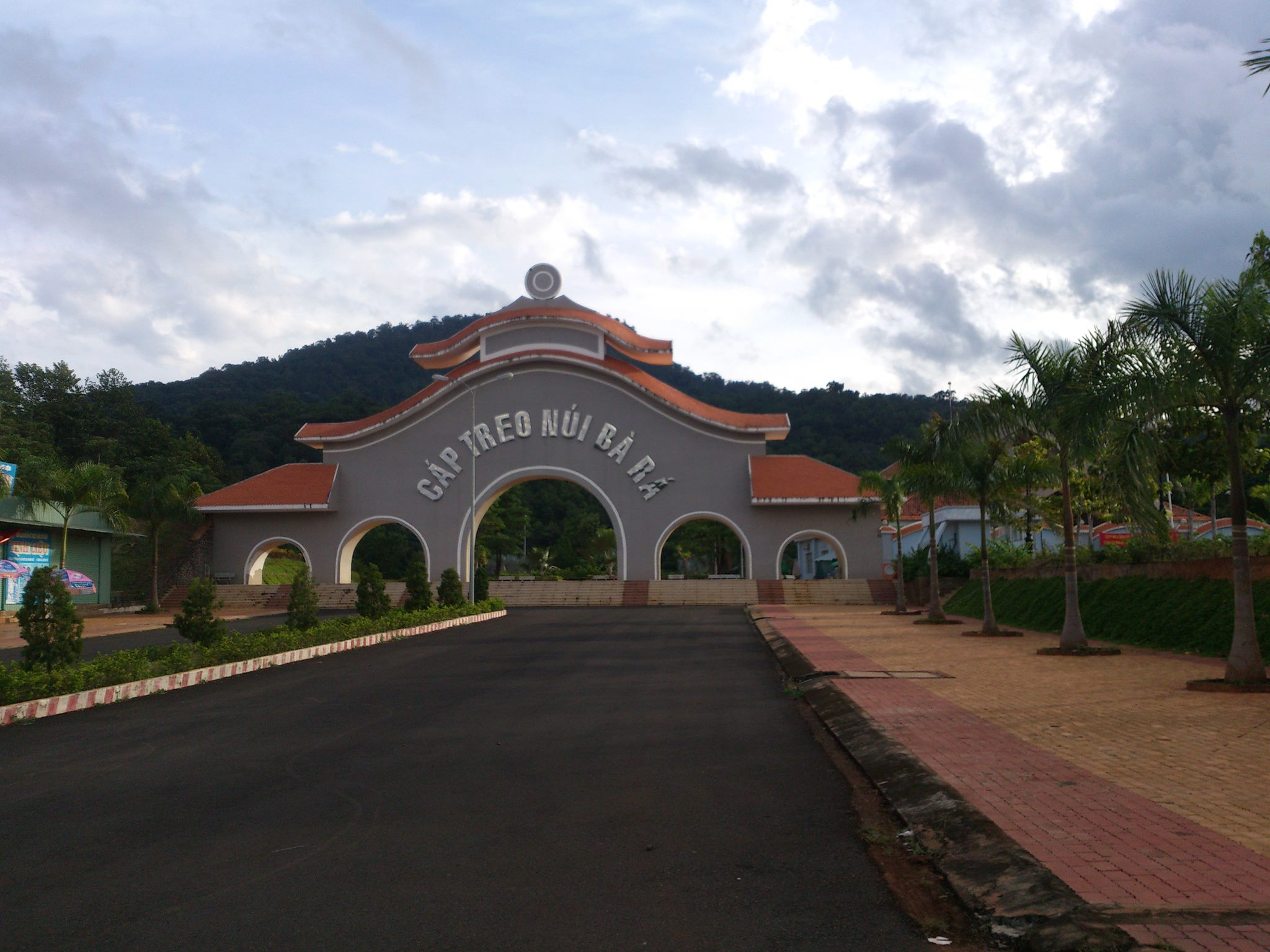
Khu du lịch Cáp treo núi Bà Rá

Toàn cảnh nhìn từ lưng chừng núi Bà Rá sáng sớm, từ ngã tư phường Đồng Xoài (tỉnh Đồng Nai) theo Quốc lộ 741 nối phường Đồng Xoài với xã Phước Long (Đồng Nai) - con đường trải nhựa rộng thênh thang xuyên qua những cánh rừng cao su bạt ngàn. Đường vắng, cảnh đẹp, không khí mát lạnh làm cho lữ khách phương xa thấy nao nao. Đi chừng 1/3 đoạn đường thì núi Bà Rá đã hiện ra từ xa trong sương mờ huyền ảo. Từ ngã tư Đồng Xoài (xã Đồng Xoài) đến chân núi Bà Rá dài 50 km, khoảng một giờ đi xe gắn máy. Cuộc hành trình chia thành hai đoạn: Từ chân núi lên đồi Bằng Lăng (nằm ở khoảng 1/5 độ cao so với đỉnh) đường đã được trải nhựa, xe gắn máy và xe ô tô có thể chạy lên đến đây. Ở đây có khoảng sân rộng và một trạm kiểm lâm. Tại đồi Bằng Lăng có nhà bia tưởng niệm thờ các anh hùng liệt sĩ. Đỉnh cao Bà Rá này vốn là căn cứ cách mạng, là chiến trường oanh liệt. Núi Bà Rá đã được Bộ Văn hoá thông tin công nhận Di tích lịch sử văn hoá cấp quốc gia (ngày 4.10.1995). Tại núi Bà Rá có xây dựng hệ thống cáp treo để phục vụ khách du lịch hành hương từ chân núi lên đến đỉnh (hiện đã ngừng hoạt động). Cụm di tích - danh thắng: Núi Bà Rá – xã Phước Long – Thác Mơ (cự ly giữa 3 điểm này cách nhau khoảng 10 km) sẽ được quy hoạch thành vùng du lịch sinh thái – văn hóa – chiến trường xưa – hành hương hấp dẫn của tỉnh Đồng Nai. Từ đồi Bằng Lăng, bước lên 1.767 bậc đá để lên đến đỉnh. "Nếu so với cách đây 10 năm, đường bây giờ leo lên, đi xuống quá dễ dàng, vì đã được lát bằng đá vững chắc. Còn hồi đó, bậc tam cấp bằng đất. Mùa mưa đi té lăn cù là chuyện thường", người dẫn đường cho biết. Núi Bà Đen (Tây Ninh) cao 984m, còn núi Bà Rá cao 736m nhưng đường lên núi Bà Rá dốc hơn, khó đi hơn. Có những đoạn dốc hơn 45o, phải cố gắng mới bước lên được. Hai thành viên trong đoàn của chúng tôi hơi bị nặng ký, leo không nổi, đành phải bỏ cuộc ở 2/3 đoạn đường. Du khách phải bước 1.767 bậc đá để lên đến đỉnh Bà Rá Đường lên núi khá đẹp, được bao phủ cơ man nào là trúc, lồ ô (hiện đường này đã bị chặn). Đặc biệt hai bên đường đi có nhiều cổ thụ ướm chừng vài trăm năm tuổi. Lên đến đỉnh, mỏi mệt tan biến, do không khí quá mát mẻ. Đứng trên đỉnh Bà Rá, có thể nhìn thấy cả một vùng bình nguyên của tỉnh Đồng Nai, thấy xã Thác Mơ và thủy điện Thác Mơ khá rõ ràng. Trên đỉnh có ngọn ăng ten của Đài Phát thanh truyền hình Và Báo Bình Phước, cao 48m.

## Lễ hội
Theo lời của nhân dân địa phương, năm 1943 miếu được xây dựng để tưởng nhớ các tù chính trị bị chôn sống ở gốc cây cầu hiện nay, do những tù nhân chính trị ở nhà tù Bà Rá bí mật xây dựng và làm bài vị thờ tượng trưng có ghi 4 chữ Hán "Chúa Xứ Nương Nương" nhằm che mắt bọn tay sai nên đặt tên là miếu Bà để cho bọn thực dân công nhận ngôi miếu này.
Năm 1956-1957 tỉnh Phước Long được thành lập, một số người dân đã tiến hành dời miếu lên sát đường lộ (cách nơi cũ 500 mét) để bà con tiện đi lại thờ cúng, và cũng từ lúc này Miếu Bà mới có 3 bức tượng thờ. Miếu Bà Rá là một công trình kiến trúc tín ngưỡn dân gian, nằm trong quần thể di tích lịch sử Bà Rá đã được Bộ Văn hoá- Thông tin công nhận mang ý nghĩa lịch sử quan trọng, nó không chỉ là nơi thờ cúng tín ngưỡng của nhân dân mà còn là một trong những chứng tích về sự xâm lược của thực dân Pháp trên vùng đất Phước Long..
Hàng năm vào ngày mùng 1,2,3,4/3 âm lịch, đông đảo khách thập phương trong và ngoài tỉnh hành hương về đây để " Vía Bà".
Diễn biến lễ hội:
- Ngày mùng 1/3 AL Ban tổ chức tiến
hành làm lễ thay y phục, tắm tượng đến 12 giờ đêm cùng ngày làm lễ rước Bà về. - Ngày mùng 2, tối làm lễ tế Bà khoảng 1 giờ đồng hồ, sau đó để khách hành hương vào làm lễ dâng hương, lễ Bà và xin lộc.
- Ngày mùng 3 tiếp tục khách thập phương dâng lễ.
- Ngày mùng 4/3 AL Ban tổ chức làm lễ tạ Bà vào buổi trưa, kết thúc lễ hội.
Miếu Bà là một trong những di tích lịch sử minh chứng về sự xâm lược của thực dân Pháp, nằm trong các chứng tích khác như: Hàng Điệp, vườn cây lưu niệm Nguyễn Thị Định, Sân bay Phước Bình nơi đồng chí Nguyễn Thành Trung năm 1975 thực hiện phi vụ ném bom dinh Tổng thống Nguyễn Văn Thiệu và lái chiếc F5 đáp xuống sân bay Phước Bình vùng Cách mạng an toàn.